# أوكان دينيز
أوكان دينيز (بالتركية: Okan Deniz)‏ (20 مايو 1994 بموش في تركيا - ) هو لاعب كرة قدم تركي في مركز الهجوم. شارك مع منتخب تركيا تحت 17 سنة لكرة القدم ومنتخب تركيا تحت 19 سنة لكرة القدم ومنتخب تركيا تحت 20 سنة لكرة القدم ومنتخب تركيا تحت 21 سنة لكرة القدم. أما مع النوادي، فقد لعب مع بورصا سبور وبينديك سبور وİnegölspor ‏ وبالق أسير سبور.

## وصلات خارجية
- أوكان دينيز على موقع الاتحاد الأوربي (الإنجليزية)
- أوكان دينيز على موقع اتحاد تركيا (لاعب) (الإنجليزية)
- أوكان دينيز على موقع قاعدة بيانات كرة القدم.إي يو (الإنجليزية)
- أوكان دينيز على موقع Soccerway.com (الإنجليزية)
- أوكان دينيز على موقع عالم كرة القدم.نت (الإنجليزية)
- أوكان دينيز على موقع GSA (الإنجليزية)